# Dirk Boest Gips
Dirk Boest Gips (født 30. juli 1864 i Dordrecht, død 11. november 1920 i Haag) var en hollandsk skytte, som deltog i OL 1900 i Paris.
Gips deltog ved OL i 50 m pistol individuelt og som en del af det hollandske hold. Individuelt blev han bedste hollænder som nummer seks med 437 point. Resultaterne fra den individuelle konkurrence udgjorde også holdkonkurrencen, hvor fem skytter fra hver nation deltog. Her kom Gips sammen med Solko van den Bergh, Henrik Sillem, Antoine Bouwens og Anthony Sweijs på en tredjeplads med 1876 point efter Schweiz (2271 point) og Frankrig (2293 point), mens Belgien blev nummer fire (1823 point).